# Via Pandina
La via Pandina è una strada antica, per lo più ancora esistente, che congiunge Melegnano a Pandino, con un'interruzione all'attraversamento dell'Adda.

## Storia

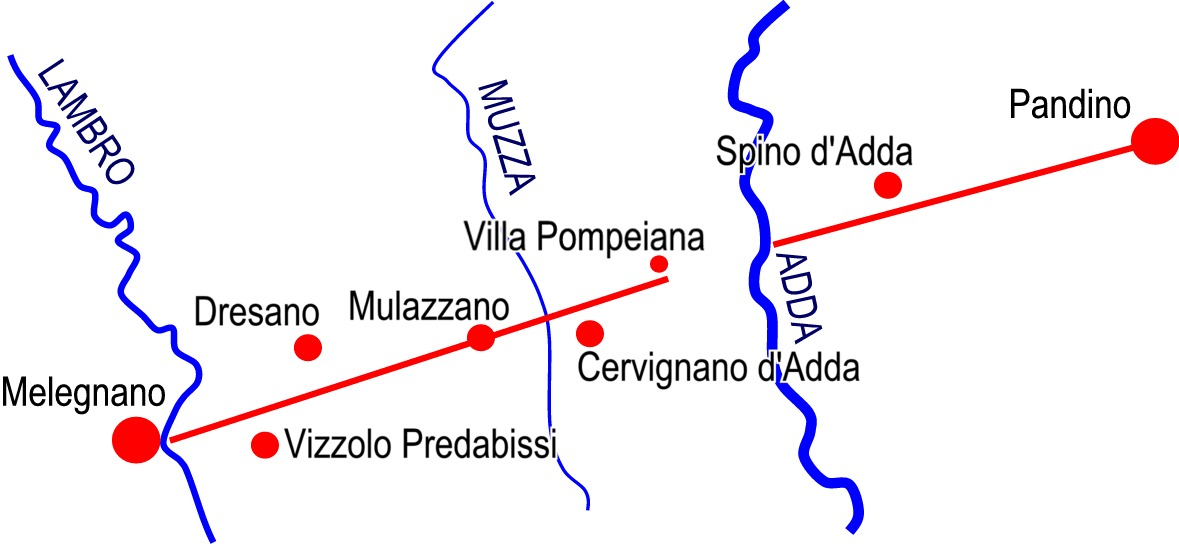
Tracciato della via Pandina

La Pandina fu realizzata tra il 1350 ed il 1370 da Bernabò Visconti; lo scopo principale era quello di velocizzare il collegamento tra due castelli di sua appartenenza: quello di Melegnano e quello di Pandino e per raggiungere in breve tempo i boschi presso il fiume Adda ed esercitare la caccia.
Fu costruita come una strada totalmente rettilinea, come rimane tuttora, lunga complessivamente circa 18 km. Non si conosce il sistema utilizzato alla sua origine per permettere l'attraversamento dell'Adda: è possibile che fosse previsto un ponte di barche, ovvero che l'attraversamento avvenisse a guado, approfittando delle basse acque del fiume in quella zona.

## Descrizione
Il tracciato è ancora in gran parte esistente, con l'eccezione del possibile ponte sull'Adda. Nelle province di Milano e Lodi coincide con la strada provinciale 138 (con il medesimo numero per entrambe le provincie) e congiunge Melegnano con Villa Pompeiana (frazione di Zelo Buon Persico) passando per Mulazzano. Il tratto in provincia di Cremona, oltre il fiume Adda, compreso tra Spino d'Adda e Pandino coincide con l'odierna strada provinciale 91.
La Pandina inizia a Melegnano ed esce dalla città incrociando la via Cerca; passa Dresano, poi entra in provincia di Lodi a Mulazzano, dove la via scavalca con un ponte ad arcata il canale della Muzza. Prosegue quindi verso Villa Pompeiana, nel comune di Zelo Buon Persico, dove l'attuale provinciale termina sulla Lodi-Merlino, mentre la strada antica prosegue verso l'Adda nel parco ittico. In prossimità del fiume il tracciato non è chiaramente individuabile, ma ritorna visibile subito al di là dell'Adda, sull'argine in provincia di Cremona. Qui con il nome di strada Gamello (omonima della cascina) prosegue, parzialmente su sterrato, sotto le cascine Canova e Fornace, nel comune di Spino d'Adda. Riprende poi come strada provinciale a partire dal bivio della statale 415 Paullese, attraversa Nosadello, già nel comune di Pandino, interseca la provinciale Bergamina ed entra nel centro abitato.